# Condotta (Garau)
Condotta (en español: Conducta) es un cuadro del pintor italiano Salvatore Garau pintado en 2003 con acrílico y grafito en lámina de PVC y sus medidas son 240 x 350 cm. Se conserva en el Museo de Arte Moderno y Contemporáneo de Saint-Étienne Métropole, en Francia.
Finalizado en junio de 2003, el cuadro está expuesto en la colección permanente del Museo de Arte Moderno y Contemporáneo de Saint-Étienne Métropole, en Saint-Étienne, desde 2009.

## Exposiciones
- 2003, Milano, Italia
- 2009, Salvatore GARAU, Photogrammes avec horizon, desde el 21 de febrero de 2009 hasta el 26 de abril de 2009, Museo de Arte Moderno y Contemporáneo de Saint-Étienne Métropole, curador Lóránd Hegyi, Francia

## Estilo
"Los lienzos de Salvatore Garau representan espacios animados por movimientos y acontecimientos pictóricos. Espacios que deben ser revividos, experimentados, filtrados por emociones e identificados con una escena". (Lóránd Hegyi)